# Żary
Żary là một thị trấn thuộc huyện Żarski, tỉnh Lubuskie ở tây Ba Lan. Thị trấn có diện tích 33 km². Đến ngày 1 tháng 1 năm 2011, dân số của thị trấn là 38617 người và mật độ 1153 người/km².